# Bertold
Bertold je mužské křestní jméno německého původu. Je složené se staroněmeckých slov beraht a waltan. Bývá překládáno jako „skvěle vládnoucí“ nebo „skvělý vládce“. Jeho zkrácený tvar je Bert, ženská podoba je Bertolda.
Podle německého kalendáře má svátek 27. července.

## Bertold v jiných jazycích
- Německy: Bertold nebo Berthold
- Polsky, maďarsky, slovensky: Bertold
- Italsky: Bertoldo

## Známí nositelé jména
- Bertolt Brecht – německý dramatik, divadelní teoretik a režisér